# Balor
Dans la mythologie celtique irlandaise, Balor est le roi du peuple des Fomoires, ces êtres inhumains, hideux et démoniaques qui sont la personnification du chaos et de la destruction. Ils sont en guerre contre tous, et notamment contre les Tuatha Dé Danann (« les gens de la déesse Dana »), les dieux de l’Irlande. Son épouse est Cethlenn.
Selon les récits, c’est un géant borgne ou cyclopéen dont l’œil paralyse ou foudroie des armées entières. Il habite sur l'île de Tory, où il vit, son unique œil fermé, dans la crainte permanente de voir s'accomplir une prophétie selon laquelle il doit mourir de la main de son petit-fils. Malgré ses efforts pour retarder cette fin en tenant Ethniu, sa fille, à l'écart des hommes, celle-ci se retrouve enceinte et donne naissance à des triplés. Balor ordonna de les jeter à la mer mais l'un d'eux survécut : c'est le dieu Lug.
Pourtant, dans le combat, il demande à quatre hommes de lui soulever la paupière avec des lances, pour pouvoir anéantir ses ennemis. Lors de Cath Maighe Tuireadh (la Bataille de Mag Tured, anglicisé en Moytura), le dieu Lug vient à lui, charmeur et bavard, si bien que Balor tient à voir sa tête. Dès que la paupière est soulevée, il reçoit une pierre de fronde qui lui arrache le globe oculaire et le projette parmi ses amis, les Fomoires. Il en tue involontairement des milliers, assurant la victoire de ses ennemis, les Tuatha Dé Danann.
Balor incarne les forces négatives du mal, dont le pouvoir ne peut être tenu en échec que par la force-lumière de Lug, lui-même parent de Balor.
Dans le récit gallois de Kulhwch et Olwen, son nom est Yspadadden Penkawr.
Balor est à rapprocher des Cyclopes de la mythologie grecque. Il pourrait être aussi le monstre anguipède de la statuaire gauloise.